# Mukungwa FC
Mukungwa Football Club w skrócie Mukungwa FC – rwandyjski klub piłkarski grający niegdyś rwandyjskiej pierwszej lidze, mający siedzibę w mieście Ruhengeri.

## Sukcesy
- I liga[1]:
  - mistrzostwo (2): 1988, 1989.

## Występy w afrykańskich pucharach
| Sezon | Rozgrywki       | Runda   | Kraj     | Klub              | Dom | Wyjazd | Dwumecz |
| ----- | --------------- | ------- | -------- | ----------------- | --- | ------ | ------- |
| 1989  | Puchar Mistrzów | 1       | Zair     | AS Vita Club      | 1–2 | 0–4    | 1–6     |
| 1990  | Puchar Mistrzów | wstępna | Tanzania | Malindi FC        | 2–1 | 0–0    | 2–1     |
| 1990  | Puchar Mistrzów | 1       | Sudan    | Al-Hilal Omdurman | 0–2 | 0–4    | 0–6     |

## Stadion
Domowe mecze klub rozgrywa na stadionie o nazwie Stade Regional de Ruhengeri, Ruhengeri, który może pomieścić 1000 widzów.